# يوسف السركجي
يوسف خالد عبد المجيد السركجي (30 أيار 1961 - 22 كانون الثاني 2002) هو أحد ابرز مؤسسي الجناح العسكري لحركة المقاومة الإسلامية (حماس) بالضفة الغربية (كتائب الشهيد عز الدين القسام) ويعتبر القائد السري للكتائب، وهو أول معتقل يبعد إلى غزة من الضفة الغربية ولد في مدينة نابلس في الضفة الغربية.

## النشأة
نشأ يوسف السركجي في عائلة ملتزمة وتلقى تعليمه الأساسي والثانوي في مدارس نابلس وقد تميزت سيرة حياته بإضاءات وملامح تنبثق من شخصية تتجذر فيها الأخلاق الإسلامية السامية، فقد نشأ وترعرع على هذه الأخلاق حيث كان التزامه بالإسلام وهو في حداثة سنه مذ كان يبلغ أربعة عشر ربيعا.

## دراسته
تلقى علومه الاساسية والثانوية في مدارس نابلس ثم نال شهادة البكالوريوس في الشريعة من الجامعة الأردنية بعمان وتتلمذ على ايدي علماء وقادة إسلاميين بارزين منهم الشهيد الدكتور عبد الله عزام رحمه الله، والدكاترة الاساتذة أحمد نوفل وفضل عباس ومحمد عويضة وآخرون ولكن اخرت المخابرات الأردنية تسليمه شهادته الجامعية عقوبة له على نشاطه في العمل الإسلامي في الجامعة الأردنية ومنطقة صويلح في عمان، كما نال درجة الماجستير في الشريعة من جامعة النجاح الوطنية.

## مسيرته العمالية
عمل إماما وخطيبا في عدة مساجد قبل أن يستقر به المقام في مسجد السلام وهناك نشأ على يديه جيل من الشباب المسلم الذي حمل هم دينه ووطنه وشعبه. فكان من بينهم الشهيدان القائدان جاسر سمارو ونسيم أبو الروس الذين كان لهما شرف مرافقته في سجنه ومطاردته واستشهاده.

## اعتقالاته وابعاده
اعتقل مرات عديدة في سجون الاحتلال الصهيوني، وفي سجون سلطة حركة فتح في الضفة الغربية.

### الابعاد لمرج الزهور
وأبعدته سلطات الاحتلال الإسرائيلي الصهيوني مع 417 من قادة وكوادر حركة حماس وحركة الجهاد الإسلامي إلى مرج الزهور في لبنان عام 1992.

### في سجون الاحتلال
واعتقل بعد الإبعاد في العام 1995 لدى الاحتلال الإسرائيلي في سجن عسقلان وعانى من المرض أثناء التحقيق ووصل لدرجة اقرب من الفشل الكلوي ما دعاها لإطلاق سراحه وإبعاده إلى غزة وبعد توسط لدى المحتلين من السلطة أعيد إلى نابلس بعد عدة أيام وأدخل إلى المستشفى وتم استئصال إحدى كليتيه.

### في سجون السلطة الفلسطينية (حركة فتح)
واعتقل لدى سلطة حركة فتح أكثر من مرة على خلفية اعترافات من الشهيدين نسيم أبو الروس وجاسر سمارو اللذين كانوا مسؤولين عن معمل للمواد المتفجرة بحي وادي التفاح بنابلس.
عانى بشدة من التحقيق أثناء وجوده في التحقيق لدى سلطة فتح وتدهورت صحته حتى كاد أن يموت من التعذيب كما ذكرت عائلته ونشرت الصحف الفلسطينية تقارير عن وضعه آنذاك.
أعيد للتحقيق أكثر من مرة لدى الأمن الوقائي في أريحا بعد نقله من سجن جنيد بنابلس وكان كلما اعتقل عنصر من كتائب القسام أعادوا الشيخ أبو طارق للتحقيق في أريحا ونابلس.
وجهت له تهم بالمسؤولية عن كتائب القسام في الضفة أثناء التحقيق.

## إغتياله واستشهاده
في نحو الثالثة من فجر 22 كانون الثاني 2002م كانت نابلس على موعد مع مجزرة رهيبة، مجموعة من الوحدات الخاصة من جيش الاحتلال الإسرائيلي تتسلل إلى المدينة من جهة الشمال وتطوق شقة سكنية تقع في الدور الأرضي من بناية مؤلفة من تسع طبقات في شارع عصيرة في الجبل الشمالي يتواجد بداخلها أربعة من قادة كتائب الشهيد عز الدين القسام هم الشهيد القائد «يوسف السركجي» و«نسيم أبو الروس» و«جاسر سمارو» و«كريم مفارجة»، وتتبعها بعد ذلك نحو عشر دبابات وناقلات جند من جهتين وتتخذ مواقع لها في محيط البناية.
بدأ جنود الاحتلال بإطلاق القذائف الحارقة داخل الشقة قبل أن يقتحموها، ثم بدأوا بإطلاق النار على رؤوس الأربعة بعد الاقتحام، بغرض التأكد من قتلهم. وبعد انسحاب القوات الصهيونية سارع الناس إلى مسرح الجريمة ليجدوا أربعة أجساد محترقة وقد مُثّل بها وأطلق الرصاص على رؤوسهم من مسافة قصيرة. وتعالت أصوات التكبير المنددة بالجريمة وخرج الألوف في مسيرة غاضبة تجوب شوارع المدينة مطالبة بالثأر العاجل فيما أصدرت حركة حماس بيانا مقتضبا نعت فيه الشهيد القائد وإخوانه الشهداء وتعهدت فيه بالنيل من كل عصابات الإجرام الصهيونية.

## الاحتلال يقتحم منزله ويعتقل نجله
اقتحمت قوات الاحتلال الصهوينية فجر اليوم الثلاثاء (8-6-2010) منزله في مدينة نابلس، وقامت باعتقال نجله معاذ السركجي قبل تخرجه بيوم واحد من جامعة النجاح. وكانت قوات الاحتلال اقتحمت المنزل قبيل صلاة الفجر، وقامت بتفتيش المنزل ومن ثم اقتياد معاذ إلى جهة مجهولة، ومعاذ طالب في كلية الفنون.